# Младен Вилотијевић
Младен (Вилотије) Вилотијевић (1935), српски је универзитетскипрофесор.

## Биографија
Рођен је у Сијерчу, Бајина Башта, 1935. године, где је завршио основну школу, средњу школу у Тузли, Филозофски факултет Универзитета у Сарајеву. Редовни је професор од 1993. године за предмет Дидактика. Члан је Руске академије за образовања у Москви и Српске академије образовања у Београду. Носилац је Ордена заслуга за народ са златном звездом, Ордена „Вук Караџић“ и Октобарске награде града Београда “Доситеј Обрадовић“.

### Образовање
Магистрирао је (1975)  и докторирао на Филозофском факултету Универзитета у Сарајеву (1982). године у области педагошких наука.

### Каријера
Запослен (последње запослење) на Учитељском факултету Универзитета у Београду од 1992. године Изабран за редовног професора 1993. године за предмет Дидактика. Био је декан у четири  мандата на Учитељском факултету Универзитета у Београду.

### Пројекти
Као члан или руководилац истраживачког тима учествовао је у реализацији више научних пројеката (Вредновање и рејтинг школе, Наша основна школа будућности, Експерименталне школе као носиоци развојних промена, Интерактивне мултимедијалне учионице и друго)
Аутор или коаутор је 47 монографија, уџбеника и брошура (Дидактика (тротомна), Иновације у настави, Хеуристичка настава, Интегративна настава и друго) и преко 200 научних и стручних радова.
У сарадњи са деканом Учитељског факултета Универзитета у Београду проф. др Данимиром Мандићем учестовао је у креирању софтвера за електронске уџбенике, студија за снимање и репродуковање образовних емисија на Учитељском факултету Универзитета у Београду, софтвера наставу на даљину и других иновација у образовању.
Са својом супругом професорком педагогије Надом Вилотијевић објавио је велики број уџбеника. Има троје деце Горана, Весну и Виктора Вилотијевића, режисра који живи и ради у САД.